# Dombäck

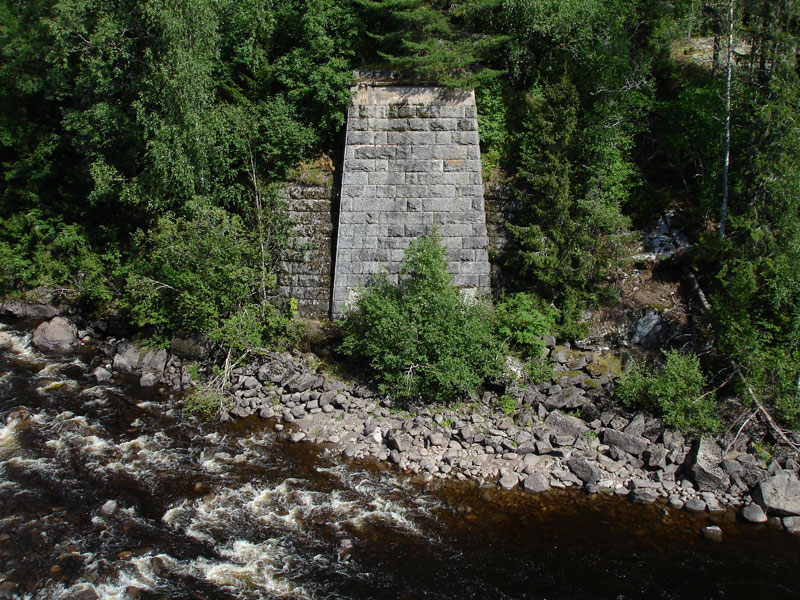
Fästet till riks-13:s bro över Gideälven vid Dombäck, sett från Gideåbacka.

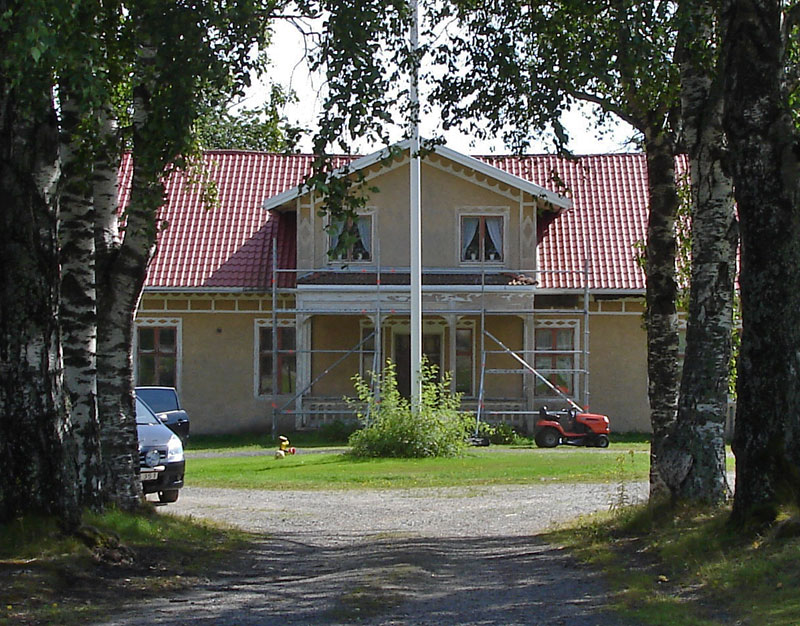
Dombäcks gård

Dombäck är en ort utanför Husum i Örnsköldsviks kommun, Västernorrlands län. Dombäck är belägen på norra sidan om Gideälvens utlopp i Grundsunda socken. Väg E4 och Botniabanan går genom orten.

## Historia
Dombäck är en av de medeltida byarna i Grundsunda socken. Namnet finns tidigast belagt i skrift i Gustav Vasas skattelängd från 1535 och är ursprungligen namnet på den bäck som går genom byn (numera kallad Dombäcksbäcken). Dom- kan komma från ordet dumbr som betyder "stum" och syftar troligen på att bäcken har ett lugnt lopp. År 1550 hade byn tre bönder. Den äldsta kartan över Dombäck, ritad av Jacob Christoffersson Stenklyft 1646, visar att inägorna låg samlade på ömse sidor om bäcken, söder om nuvarande E4.
Genom avvittring 1838 fastställdes Dombäcks bys gränser mot omgivande byar. I väster gränsar Dombäck mot Gideåbacka (gränsen går mitt i Gideälven), i norr mot Dombäcksmark (gränsen går genom Dombäcksmarkssjön och Hamptjärnen), i öster mot Husum (gränsen går bl.a. mitt i Husåns nedersta del) samt i söder mot Bottenhavet.

### Dombäcks herrgård
Lagmannen för norra Ångermanland var av tradition bosatt på Dombäcks herrgård. I början av 1800-talet bodde där kronofogden och assessorn Eskil Svedberg, som under finska kriget hade bland andra Georg Carl von Döbeln och Johan August Sandels som sina gäster. I mitten av 1800-talet var herrgården bostad för Johan Munck af Rosenschöld, som var häradshövding i Norra Ångermanlands domsaga från 1819 till sin död 1843.
Herrgården köptes 1868 av C. J. Unge (1831–1910), som tillsammans med Olof Gimbergsson var inblandad i flera industriella verksamheter i Gideåbacka. Han rev den dåvarande herrgården och byggde den som nu står där. Fastigheten övertogs senare av Gideå och Husum älvars flottningsförening och blev bostad för flottningschefen, som där även hade sitt kontor.
Dombäcks herrgård övergick i Mo och Domsjö AB:s ägo och fungerade under en period som pensionärshem för bolagets tidigare anställda. Lagmanshemmanet avstyckades under 1930-talet och delades upp i jordbrukslotter som i första hand gjordes tillgängliga för anställda vid Mo och Domsjös sulfatfabrik i Husum. På 1960-talet fanns 28 jordbruk i Dombäck, varav elva saknade kreatur.
Herrgården bedöms i kommunens kulturhistoriska bebyggelseinventering bilda "en gårdsmiljö av stort kulturhistoriskt värde". Den är numera i privat ägo.

### Bebyggelsen på Dombäcksön
Den del av Dombäcks by som ligger närmast havet, Dombäcksön, var länge obebyggd. År 1811 slog sig en fiskare från Kasaviken ned där och började även ägna sig åt jordbruk.
När ett varv och en ångsåg anlades i Gideåbacka på andra sidan Gideälven började en arbetarbebyggelse växa fram på Dombäcksön. Den expanderade under 1920- och 1930-talen, då massafabriken anlagts i Husum på andra sidan Husån. Många av fabriksarbetarna byggde egnahem på Dombäcksön, där marken ägdes av bolaget. Området knöts ihop med industrisamhället Husum när en bro över Husån anlades i början av 1930-talet.

## Kommunikationer
Kustlandsvägen korsade Gideälven i Gideåbacka/Dombäck. Flera olika färjeställen och broar har funnits. En gångbro över Gideälvens utlopp mellan Dombäcksön och Gideåbacka varv byggdes 1948.
Väg rikstretton gick över älven på en bro alldeles uppströms Gideåbacka kraftverk, en bro som revs när E4 byggdes något längre nedströms. Botniabanan går genom Dombäck strax söder om E4.

## Dombäck som småort
Vid den första småortsavgränsningen 1990 definierade Statistiska centralbyrån (SCB) en småort kallad Dombäck som utbredde sig både norr och söder om E4. Från 1995 delades småorten upp i två delar betecknade norra och södra delen. Vid tätortsavgränsningen 2000 hade befolkningen minskat så mycket i södra delen att området inte längre räknades som småort. Norra delen slutade räknas som småort 2005.